# Al-Ajn
Al-Ajn (arab. ‏العين‎) – miasto na wschodzie Zjednoczonych Emiratów Arabskich, w emiracie Abu Zabi. Około 614,1 tys. mieszkańców - czwarte pod względem wielkości miasto kraju.